# جداء ثلاثي
في الرياضيات، جداء ثلاثي (بالإنجليزية: Triple product) هو حاصل ضرب ثلاثة متجهات. وتكون نتيجته إما «جداء ثلاثيا غير متجه» أو «جداء ثلاثيا متجها» وهذا الأخير يحدث نادرا في الفيزياء.

## جداء ثلاثي غير متجه

ثلاثة متجهات تحدد متوازي السطوح.

يعرّف الجداء الثلاثي غير المتجه بأنه حاصل ضرب جداء قياسي لأحد المتجهات في جداء اتجاهي.

### التفسير الهندسي
التفسير الهندسي للجداء الثلاثي غير متجه
{\displaystyle \mathbf {a} \cdot (\mathbf {b} \times \mathbf {c} )}
هو حجم متوازي السطوح الممثل بثلاثة متجهات.

### خواصه
- لا يتأثر الجداء الثلاثي غير المتجة بالإزاحة الدورانية ويتكون من ثلاثة متجهات (a, b, c):

{\displaystyle \mathbf {a} \cdot (\mathbf {b} \times \mathbf {c} )=\mathbf {b} \cdot (\mathbf {c} \times \mathbf {a} )=\mathbf {c} \cdot (\mathbf {a} \times \mathbf {b} )}
- استبدال المتجهين في الجداء الاتجاهي يعكس إشارة ناتج الجداء الثلاثي:

{\displaystyle \mathbf {a} \cdot (\mathbf {b} \times \mathbf {c} )=-\mathbf {a} \cdot (\mathbf {c} \times \mathbf {b} )}

### ترميزات مستخدمة أخرى
تستخدم بعض الرميزات الأخرى للتعبير عن الضرب الثلاثي غير المتجه مثل:
{\displaystyle ({\vec {a}}\times {\vec {b}})\cdot {\vec {c}}}.
وكذلك: {\displaystyle [{\vec {a}},{\vec {b}},{\vec {c}}]} و {\displaystyle \langle {\vec {a}},{\vec {b}},{\vec {c}}\rangle }.

### شرح الخواص
عملية الضرب الثلاثي غير المتجه ليست عملية تبديلية. ولكن قيمته لا تتغير إذا بادلنا المعاملات تبديلا دورانيا:
{\displaystyle ({\vec {a}}\times {\vec {b}})\cdot {\vec {c}}=({\vec {b}}\times {\vec {c}})\cdot {\vec {a}}=({\vec {c}}\times {\vec {a}})\cdot {\vec {b}}}.
- ويمكن حساب الجداء الثلاثي بواسطة المحددات، فمثلا ينطبق علي المعادلة:

{\displaystyle {\vec {a}}={\begin{pmatrix}a_{1}\\a_{2}\\a_{3}\end{pmatrix}},\ {\vec {b}}={\begin{pmatrix}b_{1}\\b_{2}\\b_{3}\end{pmatrix}},\ {\vec {c}}={\begin{pmatrix}c_{1}\\c_{2}\\c_{3}\end{pmatrix}}}
ينطبق عليها أن يكون:
{\displaystyle ({\vec {a}},{\vec {b}},{\vec {c}})=\det {\begin{pmatrix}a_{1}&b_{1}&c_{1}\\a_{2}&b_{2}&c_{2}\\a_{3}&b_{3}&c_{3}\end{pmatrix}}=\det {\begin{pmatrix}a_{1}&a_{2}&a_{3}\\b_{1}&b_{2}&b_{3}\\c_{1}&c_{2}&c_{3}\end{pmatrix}}}
ويمكن إثبات ذلك بإجراء الحساب:
- حيث أن الضرب القياسي يكون عملية تبديلية، فنحصل على:

{\displaystyle ({\vec {a}}\times {\vec {b}})\cdot {\vec {c}}={\vec {a}}\cdot ({\vec {b}}\times {\vec {c}})}.
أي باختيار أقواسا مناسبة يمكن تبديل العلامات الحسابية.
- وبعكس التبادل الدوراني ينتج عند إجراء تبادل دوراني مضاد تغيير للإشارة:

{\displaystyle \left({\vec {a}},{\vec {b}},{\vec {c}}\right)=-\left({\vec {b}},{\vec {a}},{\vec {c}}\right)}
- كما أنه نظرا إلى أن {\displaystyle {\vec {a}}\times {\vec {a}}={\vec {0}}} يكون:

{\displaystyle \left({\vec {a}},{\vec {a}},{\vec {b}}\right)=0}
- والضرب في كمية غير متجهة {\displaystyle \alpha \in \mathbb {R} } تنتج:

{\displaystyle \left(\alpha \cdot {\vec {a}},{\vec {b}},{\vec {c}}\right)=\alpha \cdot \left({\vec {a}},{\vec {b}},{\vec {c}}\right)}
وهي عملية تسمى عملية تجميعية.

## جداء ثلاثي متجه
يعرف الجداء الثلاثي المتجه  بإنه ضرب اتجاهي لمتجه مضروبا في ضرب اتجاهي آخر. وتنطبق عليه القاعدة التالية:
{\displaystyle \mathbf {a} \times (\mathbf {b} \times \mathbf {c} )=(\mathbf {a} \cdot \mathbf {c} )\mathbf {b} -(\mathbf {a} \cdot \mathbf {b} )\mathbf {c} }
{\displaystyle (\mathbf {a} \times \mathbf {b} )\times \mathbf {c} =-\mathbf {c} \times (\mathbf {a} \times \mathbf {b} )=-(\mathbf {c} \cdot \mathbf {b} )\mathbf {a} +(\mathbf {c} \cdot \mathbf {a} )\mathbf {b} } .
تعرف المعادلة الأولى بأنها «معادلة لاجرانج» أو «الضرب الثلاثي الممتد»

ويمكن تذكر الجزء الأيمن من المعادلة بالترميز "BAC - CAB" مع تذكر أي متجهات تكون فيها عملية الضرب قياسية (علامة الضرب «النقطية»).
ولإثبات ذلك نبدأ بالمعادلات التي تسهل حسابات المتجهات في الفيزياء. ومن ضمنها معادلات التدرج - مثل تدرج مجال مغناطيسي أو تدرج درجات الحرارة وهي تدرجات تنتسب إلى تغير المكان - وتسهل حسابات المتجهات:

{\displaystyle {\begin{aligned}\nabla \times (\nabla \times \mathbf {f} )&{}=\nabla (\nabla \cdot \mathbf {f} )-(\nabla \cdot \nabla )\mathbf {f} \\&{}={\mbox{grad }}({\mbox{div }}\mathbf {f} )-\nabla ^{2}\mathbf {f} .\end{aligned}}}
حيث {\displaystyle \Delta } هي مؤثر لابلاس.